# Ammophila horni
Ammophila horni är en biart som beskrevs av Von Schulthess 1927. Ammophila horni ingår i släktet Ammophila och familjen grävsteklar. Inga underarter finns listade i Catalogue of Life.